# 伍斯特级轻巡洋舰
伍斯特級巡洋艦（Worcester class cruiser）是美國海軍最後的全艦砲型輕巡洋艦，由於戰爭結束，僅建造兩艘。戰後用途有限加上导彈科技快速發展，本級艦很早就除役了。

## 設計
設計建造於二次大戰前夕的亞特蘭大級輕巡洋艦儘管防空性能經過戰爭考驗，但面對敵輕巡洋艦較大的火砲即陷入劣勢這點不能讓海軍滿意。到了1944年，原本預計要安裝的6吋高平兩用砲總算開發成功，因此結合了克利夫蘭級的海戰能力和亞特蘭大級的防空能力的新艦艇就成了設計目標，加上日本的神風特攻隊威脅，需要更強大的火砲來抵禦，誕生了此級。
此級設計上可以視為放大版的朱諾級輕巡洋艦，但滿載排水量已經接近其兩倍。

## 武裝及性能
本級的主砲為六座雙聯裝Mk16 DP型47倍徑6吋砲，此砲可高平兩用，因此本級並不安裝5吋副砲，以精簡化指揮管制。因為有自動裝填機構因此發射速度快，不過也因為性能要求，此砲塔只有雙聯裝卻比前級的三聯裝砲塔還要重。
輔助防空砲為了對應神風特攻隊或櫻花特攻機之類攻擊，從40mm機砲改為3吋砲以求更大的摧毀能力。該砲每分鐘最大可發射45發。本級在左右舷各裝了5座雙聯裝Mk33型，艦艏一座Mk33型，艦尾則有兩座單裝Mk34型，總計24門3吋砲。

## 同級艦
| 船名     | 舷號   | 建造廠       | 安放龍骨      | 完工          | 服役          | 退役           | 結局                                                |
| -------- | ------ | ------------ | ------------- | ------------- | ------------- | -------------- | --------------------------------------------------- |
| 伍斯特   | CL-144 | 紐約造船公司 | 1945年1月29日 | 1947年2月4日  | 1948年6月26日 | 1958年12月19日 | 1970年12月1日除籍 ，1972年7月5日作為廢鋼出售並拆解  |
| 羅阿諾克 | CL-145 | 紐約造船公司 | 1945年5月15日 | 1947年6月16日 | 1949年4月4日  | 1958年10月31日 | 1970年12月1日除籍 ，1972年2月22日作為廢鋼出售並拆解 |
| 瓦列霍   | CL-146 | 紐約造船公司 | 1945年7月16日 | 不適用        | 不適用        | 不適用         | 1945年12月8日中止建造，艦體隨后拆解                 |
| 加里     | CL-147 | 紐約造船公司 | 不適用        | 不適用        | 不適用        | 不適用         | 1945年8月12日取消建造                               |